# Liza, a rókatündér
A Liza, a rókatündér Ujj Mészáros Károly filmje, melyet 2015. február 19-én mutattak be. A film a japán mitológiát használja fel egy romantikus vígjátékhoz, melyben a Balsai Móni alakította címszereplő azt gondolja magáról, hogy ő egy kicune, azaz japán rókatündér. További főszereplői David Sakurai, Bede-Fazekas Szabolcs és Schmied Zoltán.
A filmet a Magyar Nemzeti Filmalap támogatásával hozták létre, a Filmteam gyártásában, producere Major István. A filmzenét Csengery Dániel, a japán nyelvű dalok zenéjét Tövisházi Ambrus szerezte, szövegét Toda Eiko írta, Tövisházi Ambrus és Balsai Móni énekli.
Az alkotás az első hat héten több mint 74 000 nézőt vonzott Magyarországon, és díjakat nyert a portugál Fantasporto, a holland Imagine, és a belga nemzetközi fantasy (BIFFF) filmfesztiválon.

## Cselekmény
Liza Márta néni, a japán nagykövet özvegyének ápolónője a képzeletbeli Csudapesten, aki mellett megismerkedik a japán zenével, megtanul japánul, ponyvaregényeket olvas, és szinte álomvilágban él. Egyetlen (képzeletbeli) barátja Tomy Tani japán táncdalénekes szelleme, akit csak ő lát és hall. Az énekes gyakran szórakoztatja vidám dallamaival. Harmincadik születésnapján Liza kimenőt kér, hogy a Mekkburgerben ünnepelhessen, reménykedve, hogy ott megtalálja a szerelmet, akár kedvenc ponyvaregényének főhősnője. Az özvegy biztatja, hogy randevúzzon. Ez féltékenységre gerjeszti Tomy Tanit, aki megrendezi az asszony halálát.
Az özvegy végakaratában nem rokonaira, hanem Lizára hagyja belvárosi lakását, ahol is Liza magazinokból ellesett, egyre szépülő külsővel randevúzni kezd. A férfiak azonban rendre elhaláloznak: Károlynak, a furcsa ételek kedvelőjének a torkán akad egy szálka, a különös viselkedésű Ludvig úr pedig potencianövelő gyógyszert vesz be, amire alkoholt iszik és szívinfarktust kap. Liza arra a következtetésre jut, hogy ő egy japán rókatündér, aki férfiakat öl.
A halálozások ügyében az épp a városba érkezett Zoltán zászlós nyomoz, aki a rendőrezredes parancsára kivesz egy szobát a pénzszűkében lévő lánynál, hogy megfigyelhesse. Egyre jobban meggyőződik ártatlanságáról. Amíg Liza randevúzik, Zoltán zászlós az ódon lakásban esedékes szerelőmunkákat is elvégzi, miközben rejtélyes balesetek érik, melyeket Tomy Tani idéz elő. Liza viszont azt hiszi, Márta néni egyik rokona, a sármos és nőfaló Henrik teszi rendbe az elromlott háztartási eszközöket, ráadásul ő az egyedüli ember, aki a néni halála után jól bánik vele. Úgy érzi, megtalálta személyében a nagy Őt.
Amikor Liza a könyvtárban utánanéz a rókatündérek legendájának és az átoknak, Tomy Tani úgy dönt, felgyorsítja az eseményeket. Megöli Ferencet, akivel még az első kimenőjén találkozott a lány, csupán azért, mert rácsodálkozik megváltozott külsejére. Aztán az utcán Teleshopos Giovannit is elcsapja a busz, mikor a zsebkendőjét vinné utána. Hazaérve Liza az ablakon kinézve megpillantja a szomszédos tetőről integető kéményseprőt, rámosolyog, mire a szellem elvakítja az üveggel, amitől elveszítve egyensúlyát lezuhan. Szintén Tomy Tani ármánykodása révén egy féltékeny férj a lány ajtajában megöleti Henriket. A megtört Lizát beviszik a rendőrségre, ahol az ezredes vallomást akar kicsikarni belőle. Ekkor azonban felbukkan Zoltán zászlós és jelenti, hogy megtalálta Henrik gyilkosának véres ujjlenyomatát a lépcsőházban, és Lizát elengedik.
A meggyötörten hazatérő Liza arra kéri Zoltán zászlóst, hozzon neki hamburgert a Mekkburgerből, míg a férfi elmegy teljesíteni a kívánságát, a nő bezárkózik, és altatókkal próbál meg véget vetni az életének. Tomy Tani pontosan ezért rendezte így az eseményeket: a nőnek önként kell meghalnia ahhoz, hogy vele lehessen. Delíriumos álmában Liza a Mekkburgerben ül Henrikkel, azt gondolván, végre megtalálta a szerelmet, ám amikor a férfi nem tud válaszolni a kérdéseire, a lány rádöbben, hogy mindvégig Zoltán zászlós volt az, aki őszintén szerette őt. Ekkor a sármőr Tomy Tanivá változik, japánul követeli a nőtől, hogy maradjon vele és elárulja, ő nem szellem, hanem maga a Halál. Amikor a lány elutasítja, Tomy megfenyegeti, hogy Zoltán zászlós életét pokollá fogja tenni. Liza erre beleegyezik, hogy marad, ezzel azonban megtöri a varázst: a rókatündérek átka akkor semmisül meg, ha valaki őszintén szereti őket, és ha a rókatündér is őszintén szereti az illetőt, és hajlandó feláldozni magát érte.
Zoltán zászlós eközben betöri az ajtót Liza lakásában, és nagy küzdelem árán, az utolsó pillanatban éri el a nőt, mellkasára csapva kiköpeti vele a gyógyszereket. Liza felébred, majd kórházba kerül ápolásra. A film záró jeleneteiben tíz évvel később a boldog Liza, férje Zoltán és lányuk Japánban autókáznak (láthatóan egy kisebb baleset után, mivel az autó működésképtelen, ezért egy vontató szállítja, Zoltánon pedig kisebb sérülések nyomai láthatók), miközben Tomy Tani ül a lökhárítójukon és énekelnek. Elhatározzák, hogy Zoltán kívánságára utána Finnországot fogják megnézni.

## Szereplők

### Főbb szereplők
- Balsai Móni: Liza

30 éves, naiv, ártatlan ápolónő, aki hosszú évek óta ápolja a japán nagykövet özvegyét, és alig mozdul ki a lakásból. Nem ismeri a napi politikát, a hírességeket, japán ponyvaregényeket olvas, és legjobb barátja egy szellem. A harmincadik születésnapján Márta néni váratlanul meghal, és Liza megörökli a lakását, ahol randevúzni kezd. Lovagjai azonban rendre meghalnak mellette, ezért egy brosúrában olvasott történet hatására azt kezdi képzelni, hogy kicune, japán rókadémon lett.
- David Sakurai: Tomy Tani

Tomy Tani, a hajdani japán rock and roll énekes szelleme hat éve jelent meg Márta néni lakásában, és csak Liza látja. Tomy a lány egyedüli barátja, Liza vele énekelve vészeli át a hétköznapokat. Tomy valójában azonban egészen másvalaki, magának akarja a lányt, és a megszerzéséért meg is tesz mindent.
- Bede-Fazekas Szabolcs: Zoltán zászlós

Zoltán zászlós vidékről érkezett Csudapestre, szótlan, csendes ember, a finn countryzene rajongója. Amikor elkezdenek elhullani Liza mellől a férfiak, főnöke elrendeli, hogy figyelje a gyanús lányt, ezért a rendőr kivesz nála egy szobát.
- Schmied Zoltán: Henrik

Henrik Márta néni rokona, a nők kedvence. A néni halálát követően ő az egyetlen, aki kedves Lizához, ezért a lány romantikus érzelmeket kezd táplálni a szoknyapecér férfi iránt.

### További szereplők
- Molnár Piroska: Tanaka Márta, Liza munkaadója
- Reviczky Gábor: ezredes, Zoltán zászlós főnöke
- Cserna Antal: Károly, az udvarló, aki furcsa ételeket fogyaszt
- Kovács Lehel: Ludvig úr, az udvarló, aki szekrényekben szeret tartózkodni[4]
- Hajdu Steve: menedzser, keresztneve Ferenc[5]
- Kocsis Mariann: Hildácska
- Gubík Ági: Inge
- Bán János: szívtipró
- Szabó Győző: B. Úr, azaz Johnny[6]
- Nádasi László: őrmester[7]
- Szűcs Sándor: rendőrorvos[7]
- Takács Nóra Diána: titkárnő[7]
- Rancsó Dezső: kéményseprő[7]
- Dániel Vali: Teri[7]
- Töreky Zsuzsa: Edit[7]
- Bókai Mária: Vilma[7]
- Gőz István: Dr. Keserű[7]
- Bartsch Kata: Kriszta[7]
- Jarábik Klára: Orsi[7]
- Crespo Rodrigo: Orsi férje[7]
- Batod Batjav: eszkimó[7]
- Karácsonyi Zoltán: Teleshop Giovanni[7]
- Kiss Horváth Katalin: Johnny kislánya[7]
- Mihályi Orsolya: Mekkburger eladó[7]
- Balázs Andrea: ápolónő[7]
- Bene Katalin: Malvinka[7]
- Losonczi Kata: Timi[7]
- Bérces Gyöngy: Cosmopolitan-címlaplány[7]
- Harsányi Gábor: narrátorhang[7]

## Háttér
A forgatókönyv első változata Pozsgai Zsolt Liselotte és a május című drámája alapján készült módosításokkal, később azonban teljesen átírták. A mű alapötlete egy japán filmfesztiválon egészült ki a rókatündér-motívummal, illetve eredetileg Tomy Tani is csupán a főcímdalt énekelte volna. A film rendezője csak a film elején és végén szánt szerepet neki, ám egy a forgatókönyvíróval közös kósza ötletből, – majd a Filmalap tanácsára – a cselekmény egyik fontosabb szereplőjévé nőtte ki magát. A karakter alapjául Toni Tani – eredeti nevén Ótani Sótaró – japán komikus szolgált, aki az 1950–60-as években popszámokat és mambódalokat is előadott. A szerepre először egy dán-koreai színészt kértek fel, amikor még a tervek szerint Dániában zajlott volna a forgatás egy része, de a színész nem tudta elvállalni a feladatot, így jutottak el David Sakuraihoz. Miután Japánban is megnéztek több jelentkezőt, Sakuraira esett a választásuk, mert a többi japán színészből hiányzott a „szuggesztív előadói készség”. Zoltán zászlóst Gyabronka József játszotta volna, aki úgy vélte, hogy nem az ő korosztálya illik a szerepre, így választották ki inkább Bede-Fazekas Szabolcsot. A forgatókönyvnek tizenkét változata volt.
2007-ben írta meg Ujj Mészáros Károly a treatmentet, mely alapján a Magyar Mozgókép Közalapítvány (MMKA) adott pénzt a forgatókönyv írására. Ekkor kapcsolódott be Hegedűs Bálint először szkriptdoktorként, majd mint forgatókönyvíró; és a Filmteam Kft., ami végig kitartott a projekt mellett. 2008-ban készítették el az első filmelőzetest és prospektust a filmtervhez, melyeket kijuttattak a Szarajevói Filmfesztivál projektfejlesztő workshopjára, ahonnan aztán Hollandiába, Cannes-ba és Rómába is eljutottak. A boszniai filmfesztiválnak köszönhetően egy német, Cannes-ban pedig – ahol a Cinéfondation Műhelye is segítette a film elkészítését – egy dán társproducer is csatlakozott a filmhez. Mindezek után azonban hirtelen megszűnt az MMKA, így egy év szünet után 2011 őszén az újonnan felállított Magyar Nemzeti Filmalaphoz adták be a gyártási pályázatot, melyet azonnal el is nyertek, ekkor viszont a németek és a dánok nem kaptak pénzt saját filmalapjaiktól. Végül Major István, a film producere szerzett még annyi támogatást a Filmalaptól és különböző új hazai és külföldi társproducerektől, hogy el tudták kezdeni a film forgatását. Az előkészítésre négy hónap volt. A japán szövegeknél tolmáccsal dolgoztak, aki segített a helyes kiejtésben és a tanulásban.
Műfaji besorolását illetően abszurd fekete komédia, a formája pedig mese, aminek tanulsága a film végén elhangzó narrátori konferansz: „Nincs olyan ember, aki esélytelenül indul a boldogságért megvívandó harcban. Bárkinek összejöhet”. Külföldi fesztiválokon az „almost comedy” műfaji meghatározást tették. A filmben vannak hommage jellegű motívumok – mint például amikor Zoltán zászlós azt mondja, hogy „idő van”, az Gothár Péter Idő van (1986) című filmjére való egyértelmű utalás.

## Forgatás

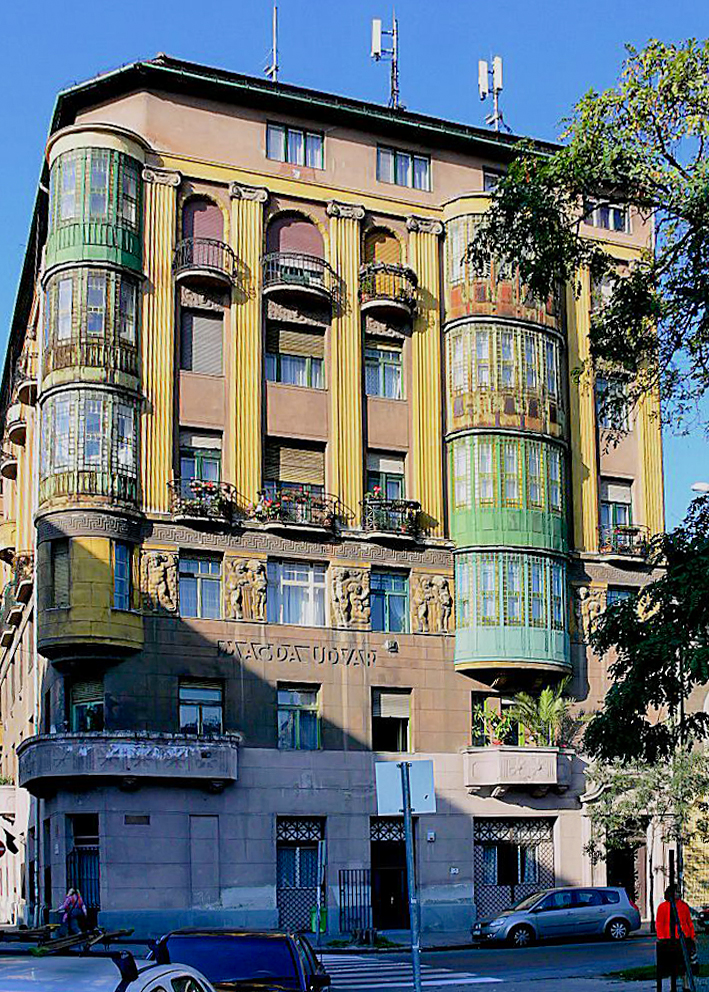
Liza lakásának külső helyszíne, a Mátyás téri Magda-udvar

Egy hónapos próbafolyamatot követően, amin az összes színész részt vett és mindent előre elpróbáltak, a stáb 2012 nyarán negyvenkét nap alatt forgatta le a filmet, ami az utómunkával együtt három év alatt nyerte el végső alakját.
A film végül az ötlet megszületése után nyolc évvel került a mozivászonra 2015 februárjában. 420 millió forintból készült, melynek egy részét a Magyar Nemzeti Filmalap finanszírozta.

### Látványvilág
A film egy részét stúdióban, másik felét külső helyszíneken vették fel. A rákospalotai Raleigh Studios Budapest komplexum Origo filmstúdióján a Die Hard – Drágább, mint az életed (2013) stábjával osztoztak. A külső helyszínek közé tartozott például a budapesti Deák Ferenc tér, az Andrássy út és a Duna-part. A japán jeleneteket Szlovéniában az Isonzó mellett vették fel, a Fudzsi hegyet utólag rajzolták oda. Kilenc-tíz helyszínen dolgoztak, ami jóval kevesebb egy átlagos magyar filmben használtnál, ezzel tudtak költséget spórolni a CGI-utómunkákhoz. A stáb figyelt arra, hogy a belső, stúdióban és a külső tereken forgatott jelenetek megjelenése között ne legyen minőségbeli különbség. Bár az eredeti tervek szerint az ismert dán reklámfilmes – akivel a rendező korábban már számos alkalommal dolgozott együtt –, Jan Richter-Friis lett volna az operatőr, ám a nyolcadik napon úgy alakult, hogy helyére Szatmári „Szatyor” Péter került, nagyrészt neki köszönhető a film egységes képi világa.
A látványtervezésért Hujber Balázs volt felelős, a hetvenes évek hangulatának megteremtéséhez inspirációt találtak korabeli televíziós sorozatokban (például a Columbó-ban), de az észak-koreai festészetben is. Sok díszlet készült kézzel (például a tapéta öregítése). A Mekkburger étterem helyszíne az Erzsébet téri Közért bár volt, ahol a forgalmas utca kitakarására falat építettek fel. A lakásbelső berendezése Nagy Gábor és Gantner Péter feladata volt. Márta néni barnás tónusú lakásának alapját az adta, hogy a történet szerint az asszony régóta itt élt, így az ötvenes évek hangulatát kellett tükröznie, míg például Henrik szobái a harsányabb színvilággal már a hetvenes éveket idézték. A készítők nem hagyományos, inkább „ízléses” retró világot akartak létrehozni. A jelmezeket Bárdosi Ibolya, a grafikát Réczey Zoltán tervezte.

A Liza, a rókatündér grafikáját Réczey Zoltán tervezte

A CGI (komputeranimációs) utómunka vezetője Nagy Miklós volt. A munkálatokon végül négy utómunka stúdió dolgozott (az eredetileg felkért Melon FX Komputeranimációs Stúdió Kft. mellett a KGB, a Digital Apes és a Filmlabor stúdiók csapatai), hogy még időben elkészüljenek. Három-négyszáz animációs, számítógépes trükk, retusálás van a filmben, amelyek megvalósítása egyedi, a magyar filmekben még nem tapasztalt látványvilággal és trükkökkel. Digitálisan készült például az egyik ház homlokzata, ahol eredetileg mállott a vakolat; vagy így készült a Semmelweis Egyetem épületére „felkerült” rendőrségi felirat is, ahogy számos helyszín háttere, környezete is teljesen megváltozott, mint például a látványos zárójelenetnél. Az is utómunka során került a filmbe, amikor a gázolásos jelenetnél a zsebkendő elrepül. A forgatás során a részletesen kidolgozott storyboard is sok helyen átalakult. A hangutómunkát Madácsi Imre hangmérnök vezette, akivel a surround hangzásban sok mindent kipróbáltak, Juhász Róbert forgató hangmérnökkel azonban végül inkább visszafogottan bántak ezzel a technikával.

## Zene

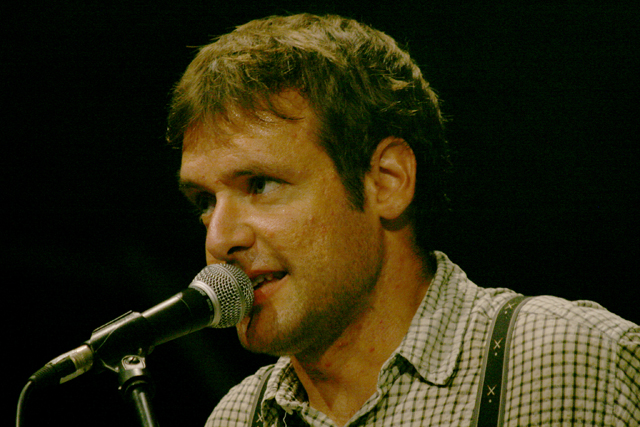
Tövisházi Ambrus

Mivel a film világa egy mese, ami a hetvenes években játszódik, ez a zenében is érződik. Ahogy a szellem karaktere kialakult, úgy alakult az is, hogy szinte minden szereplő konkrét zenei témát kapott: a szerelmes férfiak, a rókatündér, a halálesetek, és a néhai japán slágerénekes szelleme is. Utóbbi slágereit eleve külön meg kellett írni, mert nem sikerült eredeti japán dalok jogait megszerezni, így a dalokat végül Tövisházi Ambrus (régebbi japán álnevén, Erik Sumóként) szerezte. A film aláfestő zenéit Csengery Dániel komponálta. Bevallása szerint a legtöbbet a Liza Dallal dolgozott, ami többször, több formában is feltűnik a filmben és Tóth Evelin énekli. A filmben egy finn countryszám is felcsendül Zoltán zászlós dallamaként (Marko Haavisto: Jäätynyt Sade).
A filmben hallható dalokat Tövisházi már 2011-ben elkészítette, de a rendező több változatot is elutasított, mert túl harmonikusnak találta a hangzást, Tövisházi szerint azért, mert „a hatvanas évek zenéiben ugyanis volt egyfajta faragatlanság, darabosság, ezt akarta mindenáron elérni”. A hangulat és a nyers hangzás megteremtéséhez korabeli ázsiai zenéket hallgattak. A japán szövegeket egy Magyarországon élő fordító, Toda Eiko írta a témák ismeretében szabad asszociációval, majd Balsai Móni és Tövisházi Ambrus énekelte fel őket.
A filmzene Liza, the Fox-Fairy Original Motion Picture Soundtrack című albuma hivatalosan 2015. május 18-án jelent meg digitális platformokon, de a Deezeren pre-streamben már előtte is hallgatható volt egy szám kivételével a teljes hanganyag. A betétdalok videóklipjei is egymás után jelentek meg. 2015. december 12-én a Budabeats Records gondozásában kiadtak egy 500 példányos, limitált szériát bakeliten, amely négy kiválasztott dalt tartalmaz – ezek: a Dance, Dance Have A Good Time, a Doki Doki surf rock számok, a Liza (Balsai Mónika) énekével megtoldott Forever (My Love) és a Funky Booeeiing.

## Bemutatók
A film díszbemutatója a MOM Kulturális Központban volt 2015. február 17-én, a nagyközönség a mozikban február 19-én láthatta először. A filmet a bemutató óta számos budapesti és vidéki mozi vetíti.
2015 márciusában kezdődtek a film fesztiválszereplései: a nemzetközi premier a 35. Fantasporto filmfesztiválon volt Portóban március 2-án a Rivoli filmszínházban, majd Japánban, az Oszakai Ázsiai Filmek Fesztiválján – ahol az egyetlen európai alkotás volt a mezőnyben – és szinte ezzel egy időben az argentínai Pantalla Pinamar fesztiválon, majd Prágában, a Febiofest Új Európa elnevezésű versenyprogramjában, áprilisban Brüsszelben, májusban az észak-amerikai Seattle-i Nemzetközi Filmfesztiválon, júniusban az Egyesült Királyságot hódítja meg, előbb a Sci-Fi-London, majd az Edinburgh-i Nemzetközi Filmfesztiválon és még szeptemberben eljut az alkotás Helsinkibe is. 2015 áprilisáig 14 fesztiválra hívták meg a filmet.

## Fogadtatás
A filmet jórészt pozitívan fogadták a magyarországi kritikusok. Klág Dávid, az Index Cinematrix című rovatának kritikusa szerint „végre a magyar filmgyártás kitermelt magának valamit, ami a széles közönségnek is értelmezhető, a retróhangulat ellenére friss”, és amit az igényes filmkedvelők is szeretni fognak, annak ellenére, hogy a film kicsit vontatottan indul. A Cinematrix dicsérte a főszereplőket is, különösen Balsai Mónit. Az Origo szerint „megérte várni” a filmre, amely „egy bohókás ötletkavalkád, ami után vigyorognánk egész álló nap, és amilyen már rég nem született itthon”. A filmtekercs.hu szerint a filmben vannak ugyan logikai buktatók, de ennek ellenére úgy értékelte, hogy „egy élvezetes, ötletes és nagyon szórakoztató romantikus vígjáték”, és szintén kiemelte Balsai Móni alakítását. Fáy Miklós, a Népszabadság újságírója szerint a film nem tökéletes, de közel áll hozzá:
Wes Anderson mellett eszébe juthat még a nézőnek Amelie is, csak hát ez ezerszer jobb, mint az a szörnyen érzelmes, szemmeregetős francia változat. De amúgy rokon, keressük a szerelmet, az igaz szerelmet, és én hiszek Bede-Fazekas Szabolcs ifjú rendőrének. Ez olyan: megszereli a vécét, megberheli a kapcsolót, buherálja a rolót. Szeret, ahogy csak egy igazi férfi tud szeretni, csavarhúzóval a kezében. Végre valaki ki meri mondani, mi az a szerelem.
A filmre Magyarországon húsz nap alatt több mint 50 000, 24 nap alatt pedig közel 63 000 jegyet váltottak. A hatodik héten a film továbbra is a legnézettebb öt film között volt Magyarországon, összesen 74 575 nézővel és több mint 102,5 millió forint bevétellel. Április második hetében is a tízes magyarországi nézettségi toplistán volt, 90 923 össznézettséggel. A film készítői ekkor meghirdettek egy projektet: az előző év legnézettebb magyar filmje a Megdönteni Hajnal Tímeát volt 104 945 megváltott jeggyel; ezt április 30-ig tervezték túlszárnyalni. Tíz hét alatt sikerült átlépnie a százezres nézőhatárt, majd május második hétvégéjén a kitűzött célt is elérték. A filmet addig 105 028-an látták és még mindig tartotta magát a tízes magyarországi nézettségi toplistán. Ezzel 2015. május 11-re a Magyar Nemzeti Filmalap 2011-ben megkezdett tevékenysége óta, történetének második legnézettebb filmje lett.
Az alkotás elnyerte a Fantasporto portugál filmfesztivál nagydíját, valamint vizualitásával a legjobb speciális effektekért járó díjat. Az amszterdami Imagine filmfesztivál Georges Mélièsről elnevezett versenyének ezüst Méliès-díját 2015. április 17-én kapta meg a film, s ezzel esélyes lett az arany Méliès-díj elnyerésére is, amelyet az év végén Triesztben adnak át. A zsűri mellett holland közönség is értékelte a filmeket. Az alkotás 8,707 pontot kapott a maximális 10-ből, ami a harmadik helyet eredményezte a fesztiválközönség körében úgy, hogy csupán két ezreddel maradt le attól, hogy második legyen. A 33. alkalommal megrendezett Brüsszeli Fantasztikus Filmek Nemzetközi Fesztiválján a szakmai zsűri által a kategóriája legjobbjának járó fődíj mellett a fesztivál közönségdíját is megszerezte.
2015. május 20-án Moszkvában, a Magyar Filmunió és a Magyar Nemzeti Filmalap által kiválasztott öt magyar sikerfilm közül, a Liza, a rókatündér nyitotta meg a Cifra 1 elnevezésű kortárs magyar filmfesztivált az Oroszországi Magyar Kulturális Napok keretében. 28-án Madridban a versenyprogram összes díját megkapta. Június 2-án a brazíliai Porto Alegre 11. Fantaspa nevű nemzetközi filmfesztivál zsűrije Balsai Mónikát tüntette ki a legjobb színésznő díjával. A film ezután a tengerentúlon, a Seattle-i Nemzetközi Filmfesztiválon az új rendezők programban versenyez.
A 2015. szeptember 30. és október 4. között megrendezett 15. Filmtettfeszt legnépszerűbb filmje a nyolc helyszínen is vetített Liza, a rókatündér volt.
Az Origo internetes újság Filmklub rovata a 2013 ősze óta a 2015 októberéig megjelent filmeket rangsorolva a Liza, a rókatündért a 3. legjobbnak értékelte. 2015 decemberétől pedig a japán mozik is műsorukra tűzték, miközben Tajvan, Csehország, Szlovákia, Észtország és a jugoszláv utódállamok forgalmazói is megvásárolták filmszínházaik és televízióik számára a fekete komédiát, Magyarországon pedig 2015. november 18-án DVD-n, 25-én Blu-ray discen is megjelent, egy és kétlemezes verziókban is.

## Nézettség
A nézettségi adatok szerint 127 742 jegyet adtak el rá. Egy alternatív forrás szerint a nézőszám 130 597 volt.

## Díjak
| 35. Fantasporto filmfesztivál - a legjobb filmnek és - legjobb speciális effektekért járó díjak (2015) 31. Imagine filmfesztivál, Amszterdam - ezüst Méliès-díj a legjobb európai fantasztikus filmnek, - a közönség a 3. legjobb-nak szavazta meg (2015) 33. Brüsszeli nemzetközi fantasy filmfesztivál (BIFFF) - 7. Orbit díj a legjobb új játékfilmnek és - a Pegasus díj nevezetű közönségdíj (2015) 3. Nocturna, Madrid Nemzetközi Fantasztikus Filmek Fesztiválja - Paul Naschy-díj a legjobb filmnek, - a legjobb rendezésért (Ujj Mészáros Károly), - a legjobb forgatókönyvért (Ujj Mészáros Károly, Hegedűs Bálint), - a legjobb alakításért (Balsai Mónika, Bede-Fazekas Szabolcs) és - a legjobb vizuális effektekért járó Nocturna díjak (2015) 11. Fantaspoa, Porto Alegre Nemzetközi Fantasztikus Filmek Fesztiválja - legjobb színésznő: Balsai Móni (2015) 41. Seattle-i Nemzetközi Filmfesztivál, Seattle - nagy zsűri díj - új rendezők program (Ujj Mészáros Károly) (2015) 8. Cinema City filmfesztivál, Újvidék - Cineuropa-díj a Cineuropa filmes szaklap díja a Duna-menti országok legjobb nemzetközi filmjének (2015) 10. Fantastic Fest, Austin - közönségdíj 2. helyezett (2015) 4. Monsters of Film, Stockholm - közönségdíj a legjobb játékfilmnek (2015) 21. Lundi Nemzetközi Fantasztikus Film Fesztivál, Lund - Siren díj a legjobb nemzetközi filmnek, - közönségdíj a legjobb játékfilmnek (2015) | 3. Cellar Door Filmfesztivál, Ottawa - közönségdíj a legjobb játékfilmnek (2015) 15. Los Angeles-i Magyar Filmfesztivál, Los Angeles - legjobb film "Hungarians in Hollywood" díj: Ujj Mészáros Károly - legjobb színésznő zsűridíj: Balsai Móni (2015) 29. Leedsi Nemzetközi Filmfesztivál, Leeds - közönségdíj a legjobb elbeszélő játékfilmnek (2015) 17. Essonne-i Európai Filmfesztivál, Ris-Orangis - nagydíj, azaz a játékfilmek közönségdíja (2015) KULTer.hu kortárs kultúrportál - 2015 KULTfilmzenéi (TOP 10) - a 2015-ös év legjobban sikerült filmzenéje: a Liza, a rókatündér betétdala, Tövisházi Ambrus (2016) 54. Magyar Filmkritikusok Díjátadó, Budapest - 2015 legjobb első film díja (Ujj Mészáros Károly) (2016) Magyar Filmdíj, 2. Magyar Filmhét, Budapest - legjobb nagyjátékfilm - legjobb rendező (Ujj Mészáros Károly) - legjobb női főszereplő (Balsai Mónika) - legjobb vágó (Czakó Judit) - legjobb díszlet, látvány, jelmez (Hujber Balázs, Bárdosi Ibolya) - legjobb zeneszerző (Tövisházi Ambrus, Csengery Dániel) - legjobb smink-, fodrász- és maszkmester (Horváth Csilla, Rácz Erzsébet, Kapás Nóra) (2016) 13. Monte-carlói Nemzetközi Vígjátékfilm Fesztivál, Monaco - legjobb színésznő (Balsai Mónika) (2016) 3. Selva Nera Filmfesztivál - legjobb film - a legeredetibb és leginnovatívabb film díja (2019) |